# Juan Carlos La Rosa
Juan Carlos La Rosa Llontop (Tumán, 3 dicembre 1980) è un ex calciatore peruviano, di ruolo centrocampista.

## Palmarès

### Club

#### Competizioni internazionali
- Coppa Sudamericana: 1

Cienciano: 2003
- Recopa Sudamericana: 1

Cienciano: 2004

#### Competizioni nazionali
- Campionato peruviano: 1

Alianza Lima: 2006